# 臺中市政府警察局第一分局
24°08′18″N 120°40′33″E / 24.138305°N 120.675792°E
臺中市政府警察局第一分局（簡稱臺中市警局第一分局）為臺中政府警察局所屬的分局之一，負責管轄西區、中區。第一分局建築建於1934年，2004年被臺中市政府文化局登錄為歷史建築。

## 歷史

### 日治時期
1897年（明治30年）台灣總督乃木希典根據六三法自行頒布三段警備法（台灣特別法）以三段警備制來整治台灣治安，隔年2月廢除。6月台中縣依台灣總督府府令第23號分設南投、台中、葫蘆墩、犁頭店、牛罵頭、大肚、彰化、和美線、鹿港、二林、北斗、社頭、員林、埔里社等警察署。
1920年（大正9年）10月1日台灣地方制度改為「五州二廳」；台中州設知事官房、內務部、警務部，轄下郡役所設警察課，台中市役所設警察署與分署，台中警察署則在同年9月1日即成立（府令51號），設有司法、行政、衛生、戶口等四係；管轄範圍為臺中市全域，最初設置在原臺中廳的司法係室，此時轄下設有第一監視區（初音町、寶町、新富町三間警察官吏派出所）、第二監視區（橘町、櫻町、樹子腳等三間警察官吏派出所）。
1934年（昭和9年），由台中州土木課營繕係設計、監工的台中警察署廳舍落成，位在村上町三丁目。在1944年，轄下之派出所包含：初音町、梅枝町、錦町、橘町、旱溪、楠町、老松町、樹子腳等8處警察官吏派出所。

### 戰後
1945年中華民國政府接收日本台灣總督府管轄地區。12月15日臺灣省行政長官公署公布《臺灣省省轄市警察局組織暫行規程》成立「臺中市警察局」，市警局最初成立第一分局、第二分局、第四分局；第一分局初設分局長、副分局長、勤務中心、警備班、一組、二組、三組、四組，下轄成功路派出所（今大誠分駐所）、中山路派出所（今繼中派出所）、中正路派出所（後為平等派出所裁撤）、模範村派出所（今民權派出所）、民生路派出所（今西區派出所）。最初市警局與第一分局共用建築，隨後第一分局遷至成功路派出所（與中區區公所合署）。
1992年6月15日，臺中市警察局遷至文心路與臺灣省政府警政廳合署辦公。7月27日，第一分局遷回原處之現址。2004年2月20日，第一分局建築（臺中警察署廳舍）被台中市文化局登錄為台灣歷史建築。2010年12月25日，臺中縣市合併升格，層級由「市下轄分局」提升為「直轄市下轄分局」，依舊名為第一分局。

## 組織
- 分局長1人（警正至警監）
  - 副分局長2人（警正）
  - 組長6人（警正）
  - 主任2人（警正）
  - 隊長2人（警正）
  - 副隊長3人（警正）
  - 警務員19人（警佐或警正）
  - 所長5人（由警正警務員、警正巡官、警正巡佐擔任）
  - 巡官21人（警佐或警正）
  - 副所長14人（由警正巡官、警正巡佐、警正警員擔任）
    - 警務佐4人（警佐或警正）
    - 巡佐52人（警佐或警正）
    - 警員302人（警佐）
    - 辦事員2人（委任第三職等至第五職等）
    - 書記2人（委任第一職等至第三職等）

- 業務單位：行政組、督察組、防治組、保防組、保安民防組、交通組、偵查隊、勤務指揮中心
- 輔助單位：秘書室、會計室、人事室

- 派出所/分駐所：
  - 中區：大誠分駐所、繼中派出所
  - 西區：西區派出所、民權派出所、公益派出所
- 交通警察大隊第一分隊[4]

## 建築特色
臺中警察署廳舍在1933年8月21日動工，1934年5月31日完工。整體建築平面呈L型，中央入口有圓弧形出簷，正面有古典柱式、拱狀開窗及垂飾線腳收沿，整體風格近於現代主義風格。其中央主建築為兩層樓的鋼筋混凝土補強加強磚造建築，其餘為一層樓的磚造建築，而後側的附屬建築在戰後改建為現貌。

## 外部連結
- 臺中市政府警察局第一分局 （页面存档备份，存于）
- 臺中市政府警察局第一分局的Facebook專頁